# Claude Netter
Claude Netter (ur. 23 października 1924 w Paryżu, zm. 13 czerwca 2007 w Neuilly-sur-Seine) – francuski florecista, dwukrotny medalista olimpijski i wielokrotny medalista mistrzostw świata.
Na igrzyskach olimpijskich w Helsinkach w 1952 roku Francuzi w składzie: Claude Netter, Jéhan de Buhan, Jacques Lataste, Jacques Noël, Christian d’Oriola i Adrien Rommel zwyciężyli w zawodach drużynowych. Podczas rozgrywanych cztery lata później igrzysk olimpijskich w Melbourne Claude Netter, Bernard Baudoux, Jacques Lataste, Roger Closset, Christian d’Oriola i René Coicaud zajęli drużynowo drugie miejsce. W zawodach indywidualnych zajął piąte miejsce. Brał też udział w igrzyskach olimpijskich w Rzymie w 1960 roku, gdzie był piąty drużynowo. Indywidualnie tym razem nie startował.
Podczas mistrzostw świata w Monte Carlo w 1950 roku René Bougnol, Jéhan de Buhan, Christian d’Oriola, Jacques Lataste, Adrien Rommel i Claude Netter zajęli drugie miejsce w zawodach drużynowych. W tej samej konkurencji zdobywał też złote medale na mistrzostwach świata w Sztokholmie (1951), mistrzostwach świata w Brukseli (1953) i mistrzostwach świata w Filadelfii (1958) oraz srebrne na mistrzostwach świata w Luksemburgu (1954), mistrzostwach świata w Paryżu (1957) i mistrzostwach świata w Budapeszcie (1959). Ponadto wywalczył indywidualnie srebrny medal na MŚ 1959, plasując się tylko za Brytyjczykiem Allanem Jayem.
W 1952 roku był indywidualnym mistrzem Francji.